# جان الکساندر سینکلر
جان الکساندر سینکلر (به انگلیسی: John Alexander Sinclair) (متولد مه ۱۸۹۷–۲۲ مارس ۱۹۷۷)، رئیس سازمان اطلاعات مخفی بریتانیا بین سال‌های ۱۹۵۳ تا ۱۹۵۶ بود.

## زندگی‌نامه
سینکلر در کالج وینچستر و کالج دریایی دارتموث درس خواند و به عضویت هنگ نظامی سلطنتی (به انگلیسی: Royal Army Service Corps) درآمد.